# Pouzols
Pouzols (okzitanisch: Posòls) ist ein südfranzösischer Ort und eine Gemeinde mit 956 Einwohnern (Stand: 1. Januar 2022) im Département Hérault in der Region Okzitanien. Die Gemeinde gehört zum Arrondissement Lodève und zum Kanton Gignac. Die Einwohner werden Pouzolais genannt.

## Lage
Pouzols liegt etwa 38 Kilometer nordnordöstlich von Béziers und etwa 29 Kilometer westlich von Montpellier. Der Hérault begrenzt die Gemeinde im Westen. Umgeben wird Pouzols von den Nachbargemeinden Saint-André-de-Sangonis im Norden und Westen, Gignac im Norden und Nordosten, Popian im Osten, Le Pouget im Süden sowie Canet im Südwesten.

## Bevölkerungsentwicklung
| Jahr                       | 1962 | 1968 | 1975 | 1982 | 1990 | 1999 | 2006 | 2019 |
| Einwohner                  | 441  | 413  | 335  | 368  | 436  | 629  | 788  | 959  |
| Quellen: Cassini und INSEE |      |      |      |      |      |      |      |      |

## Sehenswürdigkeiten
- Kirche Saint-Amans
- mittelalterliche Ortsbefestigung

## Persönlichkeiten
- Faustin Jeanjean (1900–1979), Musiker und Komponist